# Opération Persil

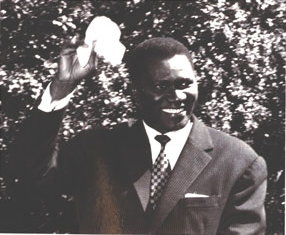
Ahmed Sékou Touré dans les années 1950

L'opération Persil était une opération secrète menée en 1959 par le gouvernement français dans le but de déstabiliser le gouvernement post-indépendance de la Guinée en raison du rejet du franc CFA par le président guinéen Ahmed Sékou Touré et du succès de sa campagne pour l'indépendance de la Guinée.

## Contexte
En septembre 1958, un référendum constitutionnel est organisé en Guinée, alors encore colonie française. En cas de victoire, les colonies françaises feraient partie de la nouvelle Communauté française et en cas de rejet, le territoire obtiendrait l'indépendance. Pendant la campagne référendaire, le président français Charles de Gaulle s'est rendu en Guinée, mais a été accueilli avec une réaction mitigée. La Guinée est l'une des deux seules colonies où le principal parti politique a fait campagne pour le « non. » Le pays devient alors le seul à rejeter l'offre et à opter pour une indépendance immédiate. Le 2 octobre 1958, la Guinée devient un pays indépendant sous la présidence d'Ahmed Sékou Touré.
Bien qu'il ait déclaré pendant la campagne référendaire que « la Guinée préfère la pauvreté dans la liberté à la richesse dans l'esclavage », ce qui a été considéré comme une insulte par la France, Touré a d'abord tenté de maintenir les relations avec la France, en affirmant son désir de rester dans la zone franc et en assurant les entreprises guinéennes d'une ouverture internationale continue aux importantes ressources minérales, agricoles et hydroélectriques de la Guinée. Cependant, les relations entre la Guinée nouvellement indépendante et la France se sont presque immédiatement tendues. Les colons français en Guinée se sont retirés du pays aussi rapidement que possible, détruisant autant d'infrastructures qu'ils le pouvaient en guise de représailles. Le Washington Post rapporte qu'« en guise d'avertissement aux autres territoires francophones, les Français se sont retirés de la Guinée sur une période de deux mois, emportant tout ce qu'ils pouvaient. Ils ont dévissé les ampoules électriques, retiré les plans des canalisations d'égouts de Conakry, la capitale, et même brûlé des médicaments plutôt que de les laisser aux Guinéens. » Le gouvernement français a en outre cessé de payer les pensions des soldats guinéens qui avaient combattu pour la France pendant la Seconde Guerre mondiale et a tenté de bloquer l'adhésion de la Guinée aux Nations unies.

## Opération Persil
Au début de 1960, après que les tentatives de réparation des relations franco-guinéennes aient continué à échouer, notamment sur la question de la monnaie, le gouvernement guinéen crée sa propre banque centrale et lance une monnaie indépendante, le franc guinéen, retirant la Guinée de la zone franc française.
En réponse, Jacques Foccart, conseiller principal de Charles de Gaulle pour les questions africaines et cofondateur de la milice du SAC, élabore des plans pour une opération secrète visant à déstabiliser le gouvernement de Touré, qu'il baptise opération Persil, d'après la marque de détergent populaire Persil (dont la publicité vantait la capacité à laver la saleté). L'opération se baserait sur deux composantes : provoquer un effondrement économique et provoquer des insurrections armées contre le gouvernement guinéen.
L'opération prévoit que le Service de documentation extérieure et de contre-espionnage (SDECE), basé au Sénégal, crée de grandes quantités de faux francs guinéens pour inonder le pays et provoquer une hyperinflation et un effondrement économique, à l'instar de l'opération Bernhard nazie. Les billets de banque produits par la France s’avérant plus résistants au climat humide de la Guinée que les billets officiels produits en Tchécoslovaquie, le gouvernement français put provoquer une importante instabilité économique.
Le SDECE devait également armer les figures de l'opposition en Guinée et les organiser en paramilitaires qui mèneraient à la guerre civile et au renversement final du gouvernement de Touré. Cependant, l'opération souffrit d'un certain nombre de fuites et la Guinée émit bientôt des plaintes officielles. Celles-ci furent d'abord ignorées par le gouvernement français. Cependant, le 10 mai 1960, la police sénégalaise saisit une importante cargaison d'armes à destination de la Guinée, cargaison qui avait été organisée par le gouvernement français dans le cadre de l'opération Persil. Le gouvernement sénégalais, dirigé par le Premier ministre Mamadou Dia et qui avait obtenu son indépendance de la France un mois plus tôt, lança une enquête officielle sur cette affaire et envoya une plainte officielle au gouvernement français. Cette fois, la nouvelle des plaintes trouva un écho plus large en France, et l'embarras diplomatique qui s'ensuivit poussa le gouvernement français à abandonner l'opération.
L'échec final de l'opération visant à renverser le gouvernement guinéen s'avéra en définitive être un coup de pouce pour les tendances dictatoriales de Touré, qui s’en servit comme d’un prétexte pour réprimer l'opposition en Guinée et pour diffuser la propagande de conspirations secrètes visant à miner l'indépendance de la Guinée. L'opération affecta aussi gravement les relations déjà tendues entre la France et la Guinée – de 1965 à 1975, Touré mit fin à toutes les relations de son gouvernement avec la France, l'ancienne puissance coloniale.